# 10962 Sonnenborgh
10962 Sonnenborgh eller 9530 P-L är en asteroid i huvudbältet som upptäcktes den 17 oktober 1960 av den nederländsk-amerikanske astronomen Tom Gehrels och det nederländska astronomparet Ingrid van Houten-Groeneveld och Cornelis Johannes van Houten vid Palomarobservatoriet. Den är uppkallad efter Sonnenborgh-observatoriet.
Asteroiden har en diameter på ungefär 4 kilometer